# Sten Leijonhufvud (1796–1869)
Sten Leijonhufvud, född 20 december 1796 i Stockholm, död där 30 maj 1869, var en svensk friherre, militär och hovman.

## Biografi
Sten Leijonhufvud var son till Abraham Leijonhufvud (1787–1806) och Johanna Lovisa Christiernin (1775–1846). Leijonhufvud blev kadett vid Militärhögskolan Karlberg 1810 och utexaminerad där 1814. Samma år blev han fänrik vid  Livgrenadjärregementet och löjtnant där 1820. Han tog avsked från den militära banan 1825 och blev kammarherre 1827. 

## Privat

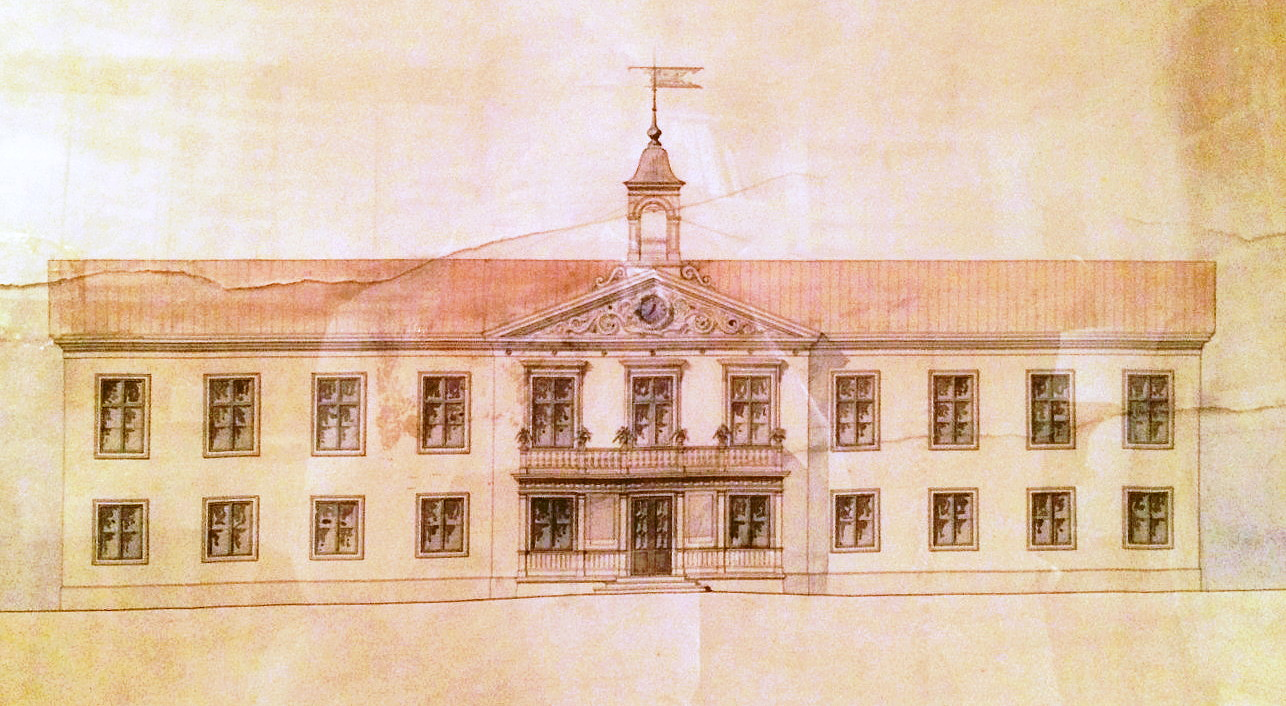
Malstanäs huvudbyggnad

Leijonhufvud gifte sig 1821 med grevinnan Anna Magdalena Elisabet Malin Mörner af Morlanda (1802–1866). Paret fick två barn, Anne-Madelaine (född 1822) och Margareta Charlotta (född 1824). Sten Leijonhufvud ägde gården Malstanäs i Forssa socken från 1920-talet och en bit in på 1850-talet. Dottern Anne-Madelaine föddes där. Leijonhufvud lät omkring 1840 uppföra en ny huvudbyggnad på Malstanäs. Det är samma byggnad som finns där idag, dock om- och påbyggd 1905. Leijonhufvud är begraven på Solna kyrkogård.